# Joshua L. Martin
Joshua Lanier Martin (5 de dezembro de 1799 – 2 de novembro de 1856) foi um advogado e político dos Estados Unidos. Foi o 12º governador do Alabama entre 1845 a 1847. Era membro do Partido Democrata. Ele nasceu em 5 de dezembro de 1799 no Condado de Blount, Tennessee. Estudou direito em Maryville, Tennessee, mudando-se para o Alabama em 1819, onde continuou seus estudos. Ele era conhecido como um democrata ardente. Antes ser governador do Alabama, ele foi legislador estadual, advogado, juiz de condado e congressista. Em 1845, ele se opôs a outros líderes democratas e concorreu ao governo como candidato independente, derrotando o candidato democrata, após isso os democratas nunca o perdoaram. Ao fazer isso, no entanto, ele não se filiou ao Partido Whig. Durante seu mandato, a capital do estado foi transferida de Tuscaloosa para sua localização atual em Montgomery. Durante o seu mandato os Estados Unidos declaram guerra à República do México. Como governador, Martin viu a dissolução do banco estatal, que estava berrando a falência. Embora inicialmente concorreu para a reeleição em 1847, ele desistiu posteriormente. Depois de seu mandato como governador, ele voltou a trabalhar como advogado em Tuscaloosa, Alabama, e foi membro do legislativo estadual em 1853. Ele nunca perdeu uma eleição para um cargo público. Martin morreu em 1856 em Tuscaloosa, Alabama, aos 56 anos.

## Fonte da tradução
- Este artigo foi inicialmente traduzido, total ou parcialmente, do artigo da Wikipédia em inglês cujo título é «Joshua L. Martin».

| Cargos políticos                   | Cargos políticos                | Cargos políticos            |
| ---------------------------------- | ------------------------------- | --------------------------- |
| Precedido por Benjamin Fitzpatrick | Governador do Alabama 1845—1847 | Sucedido por Reuben Chapman |